# ديكلان إدواردز
ديكلان إدواردز (بالإنجليزية: Declan Edwards)‏ (23 ديسمبر 1989 بدبلن في جمهورية أيرلندا - ) هو لاعب كرة قدم أيرلندي في مركز الوسط. لعب مع ستوكبورت كونتي ونادي غالواي ‏ ونورثويتش فيكتوريا.

## وصلات خارجية
- ديكلان إدواردز على موقع قاعدة بيانات كرة القدم.إي يو (الإنجليزية)